# 美国中西部饮食
美国中西部饮食是美国中西部的地区饮食。它的起源主要来自中欧、北欧和东欧以及北美原住民的饮食，并受到美国中西部当地种植的农作物和文化多样性的影响。

## 背景

红色高亮的州属于美国中西部。

中西部是美国的粮食生产中心，特别是小麦、玉米和大豆，它有时被称为“美国的粮仓”。1839年，东北部的纽约州成为美国最大的乳制品产地，1890年被爱荷华州取代。不久之后，威斯康星州成为了最大的乳制品产地。牛肉和猪肉加工长期以来一直是中西部的重要产业。芝加哥和堪萨斯城曾是牛肉贸易的饲养和加工中心，而绰号“猪肉城”的辛辛那提曾是世界上最大的猪肉生产城市。爱荷华州是美国猪肉生产中心。

### 早期历史
在19世纪，随着边疆向西推进，菜谱不得不根据食材的可用性进行调整。19世纪的传统中西部早餐可能包括羊排、肝脏、培根、煎鱼、牡蛎、鸡蛋、土豆、水果蜜饯，以及馅饼、甜甜圈或曲奇等。在收获季，家庭将主要吃自产的食物。餐桌上会有炸鸡、莳萝泡菜、腌黄瓜、甜菜、干酪、烤肉、土豆、猪排、新鲜面包、炸青番茄、馅饼和比司吉面包。
德国和瑞士移民生产乳制品，包括奶酪、黄油、白汁和自制干酪。他们饲养了用乳制品饲料喂养的小牛，并生产了白啤酒。瑞典人、挪威人和芬兰人在18世纪后期开始在中西部定居，引进了各类的黄油蛋糕和曲奇。
1870和1880年代铁路的延伸令新鲜的柑橘类水果得以运往中西部。

### 族裔影响
与美国许多的地方美食一样，中西部饮食深受移民群体的影响。
在整个中西部北部，北欧移民群体占主导地位，因此瑞典煎饼和波兰饺子很常见。威斯康星州、密苏里州、堪萨斯州、俄亥俄州和伊利诺伊州是许多德国移民前往的目的地，因此猪肉香肠和土豆很受欢迎。
在锈带，许多希腊人成为了餐馆老板，带来了地中海饮食。美国原住民的影响则体现在玉米和野米的使用上。
德国移民带来了德国炖菜、酸味炖牛肉、德国面疙瘩、德国馄饨、炸肉排和粗黑麦面包等菜肴。斯堪的纳维亚菜肴包括俾斯麦腌鱼、熏鱼和咸鱼、碱渍鱼、黑面包、丹麦肉丸和丹麦松饼球 。

## 城市中心

### 芝加哥

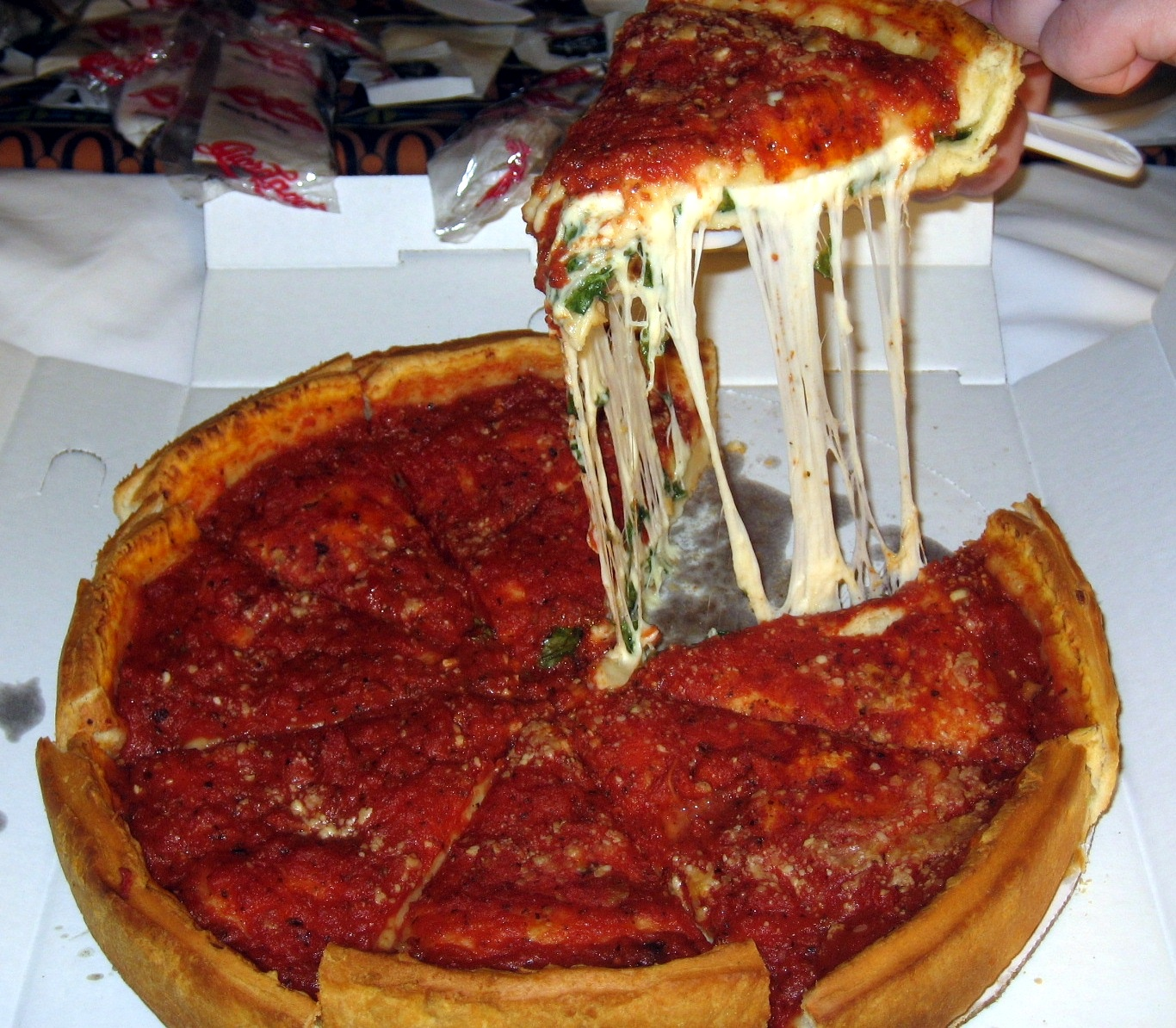
芝加哥深盘披萨

内战后，芝加哥利用铁路建立分销网络，使新鲜牛肉广泛供应。当地没有畜牧业的美国消费者第一次可以购买到新鲜牛肉。
芝加哥肉类包装商Gustavus Swift使用冷藏车箱，将新鲜肉类的铁路运输商业化。到1892年，使用的冷藏车厢数量已超过100,000 辆。Vienna Beef成为热狗的主要生产商，并在2000年代初期成为热狗车的主要供应商之一。其他的一些芝加哥肉类加工商有Armor、Oscar Meyer、Hygrade和Swift。
1903 年，James L. Kraft在芝加哥创立了一家批发奶酪分销公司，后来成为卡夫食品公司。
薄皮披萨于1909年随意大利移民来到芝加哥。深盘披萨的起源存在争议，有人说是Pizzeria Uno餐厅于1943年首次开始供应这道标志性菜肴。
芝加哥以其三明治而闻名，例如起源于大萧条时期的意大利牛肉三明治。将牛肉文火煨制几个小时，然后切成薄片，并在卷上用牛肉自己的汁液软化的甜椒一起食用。
当美国军队从二战中回来，品尝过意大利食物的他们带回了用胡椒和洋葱做馅料的意大利猪肉香肠三明治。如今仍然可以在节日、集市和球场上看到这类三明治。
芝加哥式热狗是当地一种纯牛肉肠，通常搭配罂粟籽面包、黄芥末、白洋葱、莳萝泡菜、腌黄瓜、番茄片、腌小尖辣椒和芹菜籽盐等。

### 辛辛那提

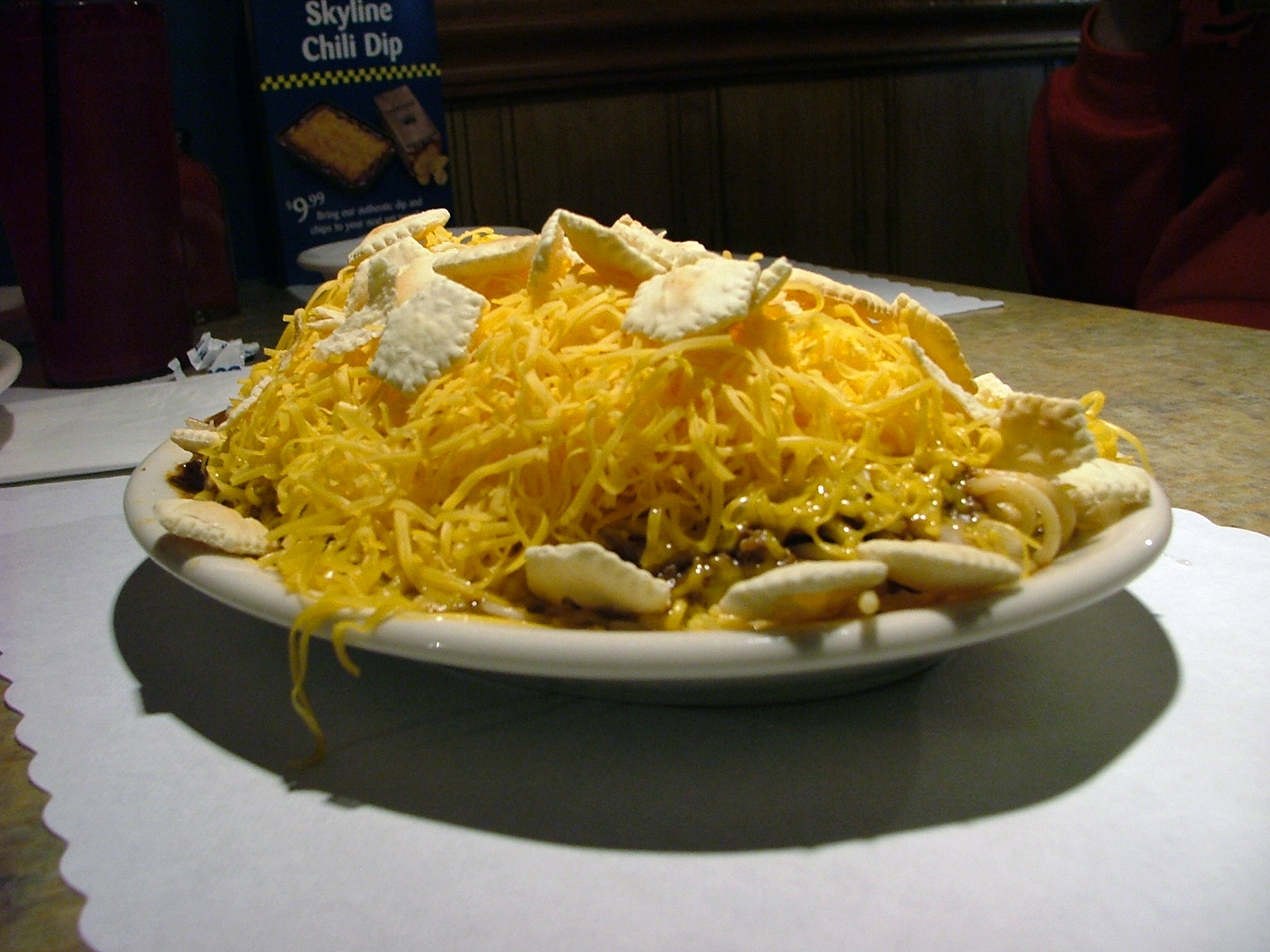
辛辛那提肉酱

辛辛那提以与其同名的辛辛那提肉酱而闻名。这是一种希腊风味的肉酱，搭配意大利面或热狗食用。
Goetta是一种肉和谷物混合制成的香肠或者糊状物，也是辛辛那提的标志食物之一。由德国移民开发，类似德国农民食物stippgrutze。 More than a million pounds of goetta are served in the Cincinnati area per year.
辛辛那提拥有浓厚的德国传统，举办一年一度的辛辛那提慕尼黑啤酒节。
该地区曾经是美国猪肉加工中心，常被昵称为“猪肉城”。

### 克利夫兰
克利夫兰有着许多移民群体和大量蓝领人口，他们长期以来为该地的美食方面发挥着重要作用。在族裔方面，意大利以及一些东欧食物，特别是波兰和匈牙利的食物，已成为大克利夫兰地区的标志性美食。
当地特色菜，有以以猪肉为基础的City Chicken和以波兰香肠制作的Polish Boy，它们是量大且廉价的食物。

### 哥伦布
俄亥俄州哥伦布地区是许多知名快餐连锁店的发源地，特别是那些以汉堡包闻名的连锁店。温蒂汉堡于 1969 年在哥伦布开设了第一家餐厅，现在总部设在附近市郊的都柏林。美国最古老的汉堡连锁店白城堡的总部也设在这里。哥伦布也是T. Marzetti餐厅的开创地。

### 底特律

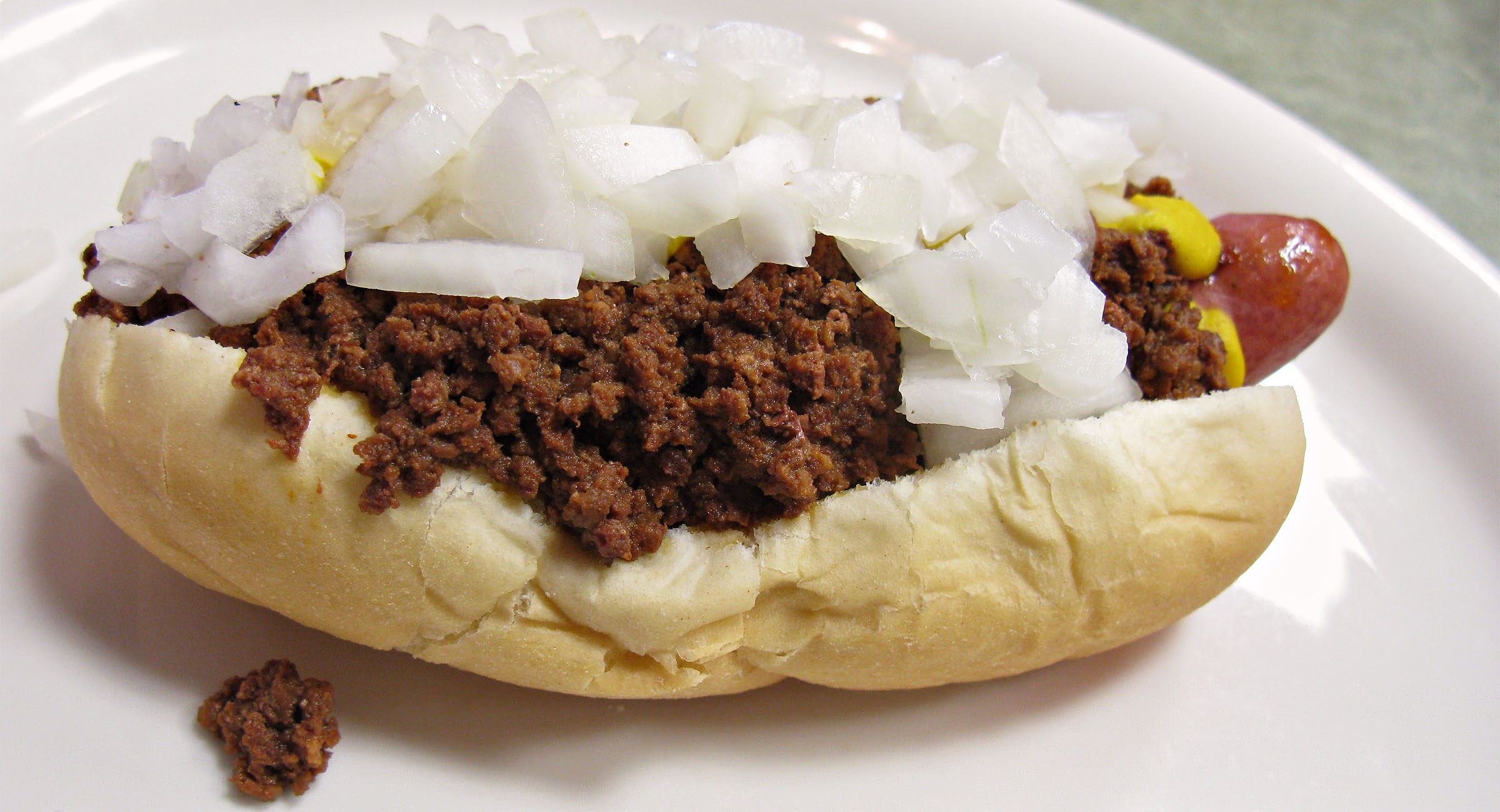
康尼岛热狗

底特律的特色食物有康尼岛热狗，在数百家的“康尼岛”餐厅均有供应。他是是一种欧式法兰克福香肠，淋上牛肉酱、黄芥末和白洋葱。它的起源在很大程度上与20世纪初来自希腊和马其顿的移民有关。
底特律也有自己的披萨做法，这是一种厚皮、受西西里饮食影响的长方形披萨，称为底特律风格披萨。

### 堪萨斯城
堪萨斯城是一个重要的肉类加工和烧烤中心，拥有其独特的慢烤烟熏烧烤风格。堪萨斯城大都市区拥有 100 多家烧烤餐厅。

### 明尼苏达双城
明尼阿波利斯曾被称为“磨坊城”，自制面包和馅饼在明尼苏达州的美食中占有重要地位。
明尼阿波利斯-圣保罗都会区有着众多受移民群体影响的美食。1970年代，很多东南亚移民来到了明尼苏达双城，并带来了他们的亚洲美食。一些当地食材也融入亚洲菜做法中，比如中式蒸玻璃梭鲈和尼泊尔咖喱野牛。

### 圣路易斯
从 19 世纪初开始，大量爱尔兰和德国移民来到圣路易斯，对当地美食的形成做出了重大贡献。它曾于1904年举办世界博览会，在展会上，蛋捲冰淇淋获得推广。据传热狗面包也是这届展会上发明的。当地还有特色的聖路易斯牛油蛋糕。

## 地区特产
- 伊利诺伊

豆类、猪肉和土豆是伊利诺伊州南部的主食。19 世纪抵达该地的德国定居者带来了各式德国菜肴。
到1890年，来自伊利诺伊河的鱼被运往上游的芝加哥，并在东海岸的市场上出售。
- 印第安纳

印第安纳州拥有密歇根湖沿岸的湖岸线，因而当地菜单上会出现鲈鱼和玻璃梭鲈等淡水鱼。印第安纳州每年生产大约25,000加仑枫糖浆，使其成为各类甜味和咸味食物的流行调味品。糖奶油馅饼是当地的非官方州派。
- 爱荷华

爱荷华州是美国最大的猪肉产地。这也这反映在爱荷华州当地的美食中，例如猪里脊肉三明治。它同时也是美国最大的玉米产地。
- 堪萨斯

堪萨斯是一个产牛州，因而锅烤肉和牛排晚餐也成为当地特色饮食。
- 密西根

密西根是芦笋的重要产地。密歇根州西部和北部以苹果、蓝莓和樱桃的生产而著称。密歇根下半岛西北地区的酸樱桃产量约占美国总产量的75%。密歇根州的葡萄酒和啤酒产业在该地区占有重要地位。密西根也是Post和家乐氏谷物制造商的起源地。该州与五大湖的四个湖相邻，因而鱼在全州普遍流行。
- 内布拉斯加

伏尔加德意志人曾在内布拉斯加大量定居，制作了标志性的runza三明治。大量捷克移民也影响了该地区的文化和美食。威尔伯每年都举办捷克节，并供应捷克食物。因为种植了大量的玉米，内布拉斯加州也被称为玉米壳州，玉米是内布拉斯加州夏末和秋季饮食的常见配方。
- 明尼苏达

- 密苏里

- 北达科他

- 俄亥俄

- 南达科他

- 威斯康星

## 餐馆和酒吧
自殖民地时期以来，美国就开始消费深色艾尔，而浅色德国拉格啤酒则是19世纪中叶出现的。直到19世纪中叶德国移民的到来，啤酒馆才在美国开设。禁酒令之后，啤酒馆在中西部继续存在。
快餐的起源尚不确定。今天被称为白城堡的快餐连锁店是在中西部开始发展的，它提供简单的菜单，包括汉堡、可乐和咖啡。到1920年代，白城堡已成为全国公认的连锁店，直到1940年代，白城堡风格的建筑成为全美快餐汉堡店的标准。
像纽约这样的城市不希望快餐与当地餐饮业竞争，但1950年代郊区的扩张使得快餐连锁店得以拓展到这些缺乏餐馆的地区。标志性的比萨和汉堡等中西部快餐开始流行。以往的Carhop模式的餐厅被包括麦当劳、温蒂汉堡、达美乐和必胜客在内的快餐连锁店所取代。中西部州际公路系统的兴建也进一步促进了这些连锁快餐店的发展。
有数家连锁餐厅起源于明尼阿波利斯-圣保罗地区，比如烧烤连锁店Famous Dave's。Portillo's是一家以热狗为特点的中西部快餐连锁店。来自威斯康星州的Culver's快餐厅以黄油汉堡而知名。其他著名的连锁店包括Happy Joe's、Harold's Chicken Shack、Skyline Chili、Spangles、Big John Steak & Onion、Graeter's、Maid-Rite和Cousins Subs。
供应深盘披萨的比萨店包括Gino's East、Giordano's Pizzeria和Buddy's Pizza，但后者仅在密歇根州设有分店。棒！约翰是从印第安纳州杰斐逊维尔的一家酒吧销售比萨饼而开创的。